# José Carlos Serrão
José Carlos Serrão (ur. 12 października 1950 w São Paulo) – brazylijski piłkarz, grający na pozycji pomocnika lub napastnika, trener piłkarski.

## Kariera piłkarska

### Kariera klubowa
W 1969 rozpoczął karierę piłkarską w São Paulo. Potem występował w klubach Botafogo-PB, Joinville, Juventus-SC, Santo André, Anapolina i Cúcuta, gdzie zakończył karierę w 1980 roku.

### Kariera reprezentacyjna
W latach 1972–1974 bronił barw reprezentacji Brazylii.

## Kariera trenerska
Karierę szkoleniowca rozpoczął w 1981 roku. Najpierw pomagał trenować São Paulo. Od 1987 prowadził kluby XV de Piracicaba, Santo André, Francana, Rio Branco-MG, Central, Nacional-SP, Marília, Juventus-SP, CRB, Paysandu SC, Londrina, Mogi Mirim, Araçatuba, Corinthians Paulista (juniorzy), Ceará, Portuguesa Santista, Suwon Bluewings (asystent), Mamoré, Guarani FC, União Barbarense, Pogoń Szczecin, Anapolina, Rio Preto, Coruripe, Sertãozinho, São Bento, América-SP, Itapirense, Gamba Osaka, Icasa i São Carlos.

## Sukcesy i odznaczenia

### Sukcesy piłkarskie
São Paulo
- mistrz Campeonato Paulista Sub-20: 1969
- mistrz Campeonato Paulista Extra-Amador: 1970
- mistrz Campeonato Paulista: 1970, 1971, 1975
- mistrz Campeonato Brasileiro Série A: 1977

Botafogo-PB
- mistrz Campeonato Paraibano: 1977

Joinville
- mistrz Campeonato Catarinense: 1978

### Sukcesy trenerskie
São Paulo
- mistrz Torneio José Maria Marin: 1981
- mistrz Campeonato Paulista: 1981, 1982, 1985
- mistrz Campeonato Brasileiro Série A: 1986
- mistrz Torneo Teresa Herreranota: 1986

Suwon Bluewings
- mistrz Turnieju Amizade: 2002, 2003

Rio Branco-MG
- mistrz Campeonato Mineiro Módulo II: 1998

Corinthians (juniorzy)
- mistrz Torneio Brasil 500 Anos: 2000
- zdobywca Dallas Cup: 2000
- mistrz Campeonato Paulista de Aspirantes: 2000